# ミャンマー標準時
ミャンマー標準時（ビルマ語: မြန်မာ စံတော်ချိန်、[mjəmà sàɰ̃dɔ̀dʑèiɰ̃] MMT）はミャンマーで採用されている標準時である。旧称はビルマ標準時。時間帯はUTC+6:30となっている。MMT の観測地点は標準時子午線東経97° 30' である。2020年時点では、夏時間は実施されていない。

## IANAのTime Zone Database
IANAのTime Zone Databaseには、ミャンマーの標準時が1つ含まれている。
| 国コード | 座標        | 時間帯ID    | 注釈 | 協定世界時との差 | 夏時間 | 備考 |
| -------- | ----------- | ----------- | ---- | ---------------- | ------ | ---- |
| MM       | +1647+09610 | Asia/Yangon |      | +06:30           | +06:30 |      |